# Maechidius eutermiphilus
Maechidius eutermiphilus är en skalbaggsart som beskrevs av Lea 1924. Maechidius eutermiphilus ingår i släktet Maechidius och familjen Melolonthidae. Inga underarter finns listade i Catalogue of Life.